# 劉海蟾

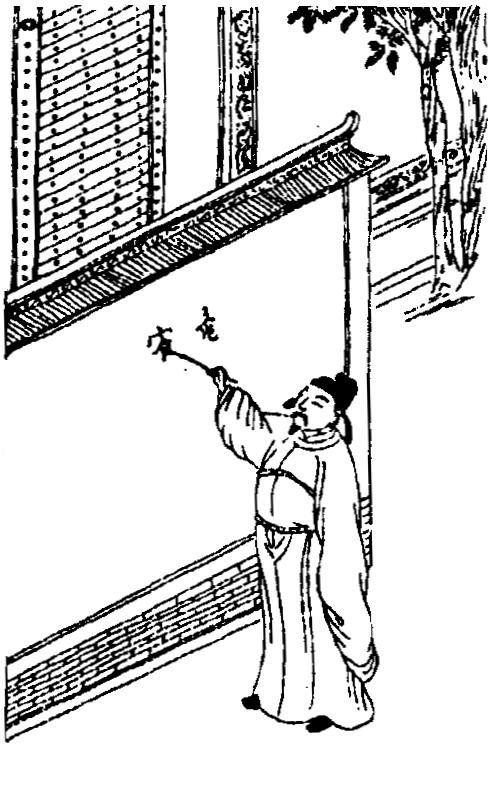
劉海蟾

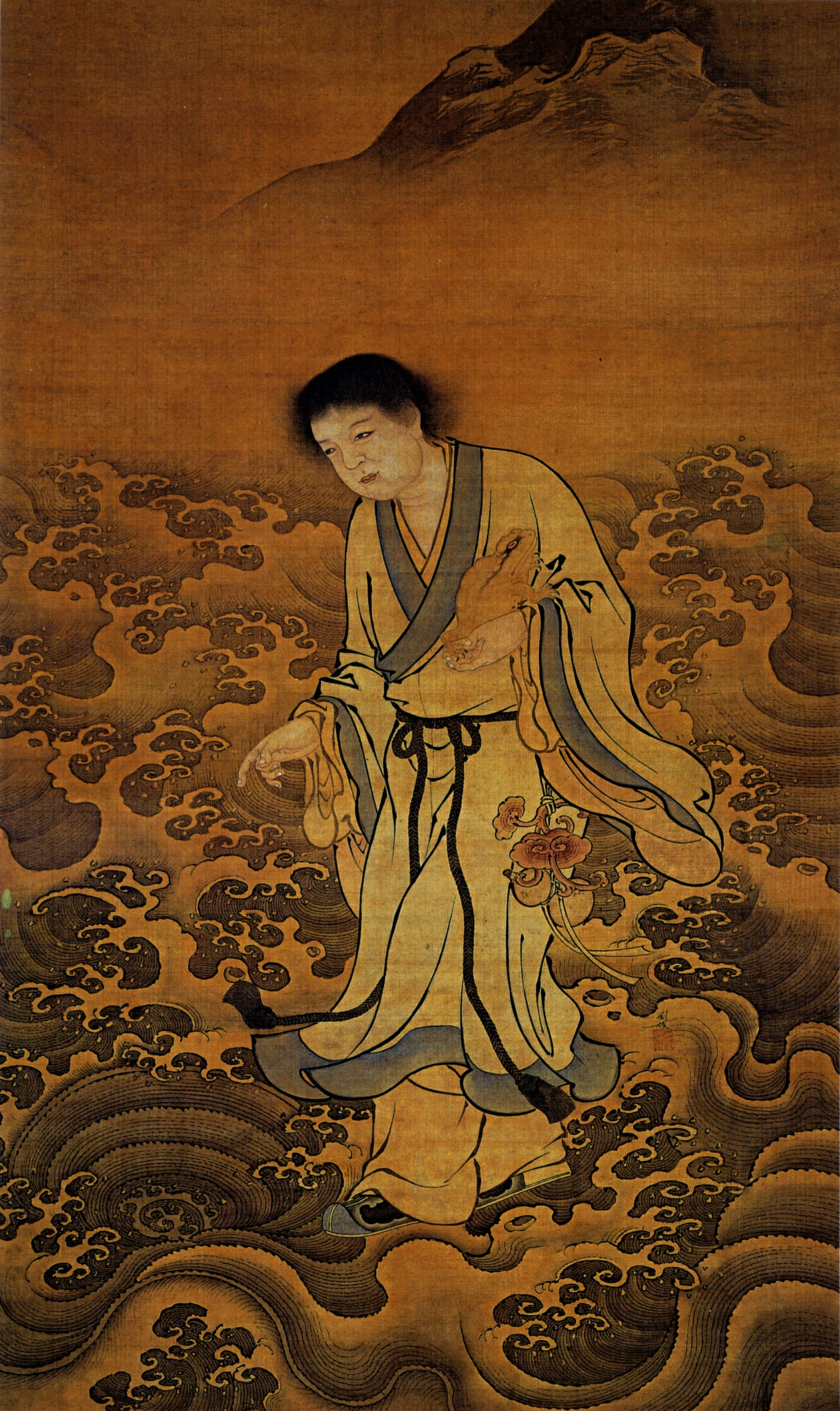
劉海蟾

劉 海蟾（りゅう かいせん、生没年不詳）は、五代後梁の人。諱は操、字は宗成。海蟾子という道号を持つ。別に名は玄英、劉海などの伝もある。幽州幽都県（現在の北京市南西部）の人。

## 伝記
16歳で科挙の明経科の試験に合格した秀才で、後梁の燕王劉守光に仕えて丞相にまで出世した。ある日、正陽子と名乗る道人がやって来て、鶏卵十個と銭一枚をくれるように言う。劉海蟾が言われた通りにやると、正陽子は机の上に銭を置いてその上に次々に鶏卵を乗せていく。それを見た劉海蟾が思わず危ないと叫ぶと、道人は「そう言うが、実はお前の身分の方がこれよりもっと危ない」と言い残してどこかへ行ってしまった。
正陽子のこの一言で悟った彼は、すぐに官職を辞して、狂人の真似をして歌ったり躍ったりしながら身の危険から逃れて、ついに道士となり、海蟾子と号して修行に専念した。のちに呂洞賓に会い、金液還丹の秘訣を授けられて、現在の陝西省西安市鄠邑区の終南山の麓、石井鎮阿姑泉歓楽谷で修道して仙人となった。後世には同市の曲抱村の玉蟾台に「劉海廟」が建立されている。成仙した後、ある道観で「亀鶴斉寿」の四字を壁に書くと、同時に数千里四方の道観で同じことが起こるなど、常に終南山と太華山間を往来しながら、各地で様々な神異を顕わしたと伝わる。

## 神仙
仙童の姿として描かれていることも多く、その前髪を垂らした髪型から、劉海というのは髪型の名、あるいは前髪を意味する言葉としても使われている。明代以降は、財神としても人気を博した。明代の『列仙全伝』では八仙の一人とされている。
劉海蟾は、全真教の北五祖（zh）の一人として尊崇されて、1269年に元の世祖は「明悟弘道真君」の封号を与えた。1310年には武宗が「海蟾明悟弘道純佑帝君」の封号を加えた。

## 著作
- 『還金篇』
- 『黄帝陰符経集解』

## 伝記資料
- 『金蓮正宗記』
- 『金蓮正宗仙源像傳』
- 『歴世眞仙體道通鑑』